# Clotilde Valter

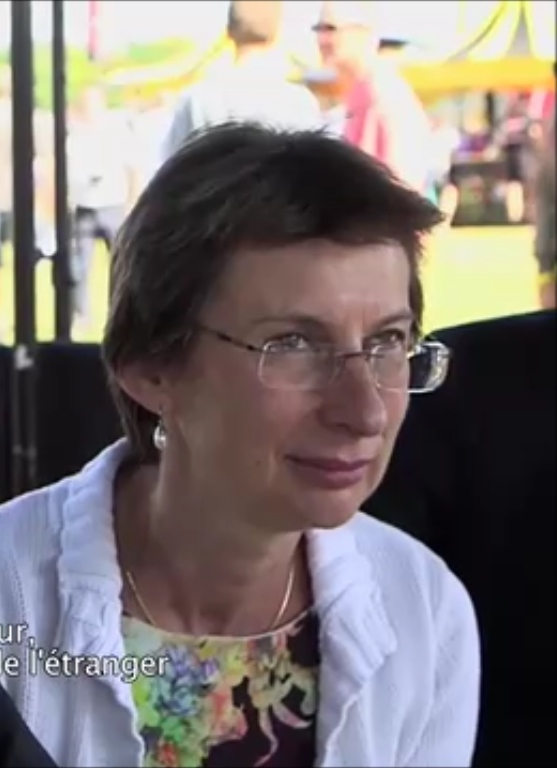
Clotilde Valter (2015)

Clotilde Valter (* 24. Juni 1962 in Béthune) ist eine französische Politikerin. Seit Juni 2015 ist sie Staatssekretärin im Kabinett Valls II.
Valter schloss 1983 ihr Studium in Politikwissenschaften am Institut d’études politiques de Paris und besuchte danach bis 1987 die École nationale d’administration in Straßburg. Ab 1991 arbeitete sie für Minister Lionel Jospin. Zwei Jahre später wechselte sie ins Finanzministerium. Als Jospin 1997 zum Premierminister gewählt wurde, arbeitete sie erneut für ihn. 2001 erlangte sie mit dem Einzug in den Stadtrat von Lisieux ihr erstes politisches Amt. Auf Vorschlag der bisherigen Abgeordneten Yvette Roudy kandidierte sie 2002 im dritten Wahlkreis des Départements Calvados für die Parti socialiste, scheiterte jedoch. Allerdings gelang ihr 2004 der Einzug in den Generalrat des Départements. Bei den Wahlen 2007 scheiterte sie erneut am Einzug ins Parlament. 2008 bewarb sie sich um einen Sitz im Senat und scheiterte knapp an René Garrec. Im folgenden Jahr kandidierte sie erfolglos bei den Europawahlen. Bei den Parlamentswahlen 2012 trat sie zum dritten Mal an und konnte dabei einen Sitz in der Nationalversammlung erringen. Am 17. Juni 2015 wurde sie im Rahmen einer Kabinettsumbildung als Staatssekretärin für Staatsreform und Entbürokratisierung in die Regierung von Premierminister Manuel Valls berufen.